# Oscarverleihung 1963
Übersicht aller ausgezeichneten Filme

◄◄ | ◄ | 1959 | 1960 | 1961 | 1962 | Oscarverleihung 1963 | 1964 | 1965 | 1966 | 1967 | ► | ►►

Weitere Ereignisse
Die Oscarverleihung 1963 fand am 8. April 1963 im Santa Monica Civic Auditorium in Santa Monica statt. Es waren die 35th Annual Academy Awards. Im Jahr der Auszeichnung werden immer Filme des vergangenen Jahres ausgezeichnet, in diesem Fall also die Filme des Jahres 1962.
| Film                                | N  | A |
| ----------------------------------- | -- | - |
| Lawrence von Arabien                | 10 | 7 |
| Wer die Nachtigall stört            | 8  | 3 |
| Meuterei auf der Bounty             | 7  | 0 |
| Music Man                           | 6  | 1 |
| Der längste Tag                     | 5  | 2 |
| Licht im Dunkel                     | 5  | 2 |
| Die Tage des Weines und der Rosen   | 5  | 1 |
| Was geschah wirklich mit Baby Jane? | 5  | 1 |
| Der Gefangene von Alcatraz          | 4  | 0 |
| Die Wunderwelt der Gebrüder Grimm   | 4  | 1 |
| Gypsy – Königin der Nacht           | 3  | 0 |
| Ein Hauch von Nerz                  | 3  | 0 |
| Scheidung auf italienisch           | 3  | 1 |
| Süßer Vogel Jugend                  | 3  | 1 |
| Botschafter der Angst               | 2  | 0 |
| Champagner in Paris                 | 2  | 0 |
| David und Lisa                      | 2  | 0 |
| Freud                               | 2  | 0 |
| Spiel zu zweit                      | 2  | 0 |

## Moderation
Frank Sinatra führte als Moderator durch die Oscarverleihung. 

## Gewinner und Nominierungen

### Bester Film
präsentiert von Olivia de Havilland
Lawrence von Arabien (Lawrence of Arabia) – Sam Spiegel
Der längste Tag (The Longest Day) – Darryl F. Zanuck
Meuterei auf der Bounty (Mutiny on the Bounty) – Aaron Rosenberg
Music Man (The Music Man) – Morton DaCosta
Wer die Nachtigall stört (To Kill a Mockingbird) – Alan J. Pakula

### Beste Regie
präsentiert von Joan Crawford
David Lean – Lawrence von Arabien (Lawrence of Arabia)
Pietro Germi – Scheidung auf italienisch (Divorzio all’italiana)
Robert Mulligan – Wer die Nachtigall stört (To Kill a Mockingbird)
Arthur Penn – Licht im Dunkel (The Miracle Worker)
Frank Perry – David und Lisa (David and Lisa)

### Bester Hauptdarsteller
präsentiert von Sophia Loren
Gregory Peck – Wer die Nachtigall stört (To Kill a Mockingbird)
Burt Lancaster – Der Gefangene von Alcatraz (Birdman of Alcatraz)
Jack Lemmon – Die Tage des Weines und der Rosen (Days of Wine and Roses)
Marcello Mastroianni – Scheidung auf italienisch (Divorzio all’italiana)
Peter O’Toole – Lawrence von Arabien (Lawrence of Arabia)

### Beste Hauptdarstellerin
präsentiert von Maximilian Schell
Anne Bancroft – Licht im Dunkel (The Miracle Worker), entgegengenommen von Joan Crawford
Bette Davis – Was geschah wirklich mit Baby Jane? (What Ever Happened to Baby Jane?)
Katharine Hepburn – Eines langen Tages Reise durch die Nacht (Long Day’s Journey into Night)
Geraldine Page – Süßer Vogel Jugend (Sweet Bird of Youth)
Lee Remick – Die Tage des Weines und der Rosen (Days of Wine and Roses)

### Bester Nebendarsteller
präsentiert von Rita Moreno
Ed Begley – Süßer Vogel Jugend (Sweet Bird of Youth)
Victor Buono – Was geschah wirklich mit Baby Jane? (What Ever Happened to Baby Jane?)
Telly Savalas – Der Gefangene von Alcatraz (Birdman of Alcatraz)
Omar Sharif – Lawrence von Arabien (Lawrence of Arabia)
Terence Stamp – Die Verdammten der Meere (Billy Budd)

### Beste Nebendarstellerin
präsentiert von George Chakiris
Patty Duke – Licht im Dunkel (The Miracle Worker)
Mary Badham – Wer die Nachtigall stört (To Kill a Mockingbird)
Shirley Knight – Süßer Vogel Jugend (Sweet Bird of Youth)
Angela Lansbury – Botschafter der Angst (The Manchurian Candidate)
Thelma Ritter – Der Gefangene von Alcatraz (Birdman of Alcatraz)

### Bestes Originaldrehbuch
präsentiert von Bette Davis
Ennio De Concini, Pietro Germi, Alfredo Giannetti – Scheidung auf italienisch (Divorzio all’italiana)
Ingmar Bergman – Wie in einem Spiegel (Såsom i en spegel)
Charles Kaufman, Wolfgang Reinhardt – Freud
Nate Monaster, Stanley Shapiro – Ein Hauch von Nerz (That Touch of Mink)
Alain Robbe-Grillet – Letztes Jahr in Marienbad (L’Année dernière à Marienbad)

### Bestes adaptiertes Drehbuch
präsentiert von Bette Davis
Horton Foote – Wer die Nachtigall stört (To Kill a Mockingbird)
Robert Bolt, Michael Wilson – Lawrence von Arabien (Lawrence of Arabia)
William Gibson – Licht im Dunkel (The Miracle Worker)
Vladimir Nabokov – Lolita
Eleanor Perry – David und Lisa (David and Lisa)

### Beste Kamera (Schwarzweißfilm)
präsentiert von Donna Reed
Jean Bourgoin, Walter Wottitz – Der längste Tag (The Longest Day)
Burnett Guffey – Der Gefangene von Alcatraz (Birdman of Alcatraz)
Ernest Haller – Was geschah wirklich mit Baby Jane? (What Ever Happened to Baby Jane?)
Russell Harlan – Wer die Nachtigall stört (To Kill a Mockingbird)
Ted McCord – Spiel zu zweit (Two for the Seesaw)

### Beste Kamera (Farbfilm)
präsentiert von Donna Reed
Freddie Young – Lawrence von Arabien (Lawrence of Arabia)
Russell Harlan – Hatari!
Harry Stradling Sr. – Gypsy – Königin der Nacht (Gypsy)
Robert Surtees – Meuterei auf der Bounty (Mutiny on the Bounty)
Paul Vogel – Die Wunderwelt der Gebrüder Grimm (The Wonderful World of the Brothers Grimm)

### Bestes Szenenbild (Schwarzweißfilm)
präsentiert von Gene Kelly
Henry Bumstead, Oliver Emert, Alexander Golitzen – Wer die Nachtigall stört (To Kill a Mockingbird)
Roland Anderson, Sam Comer, Frank R. McKelvy, Hal Pereira – Es begann in Rom (The Pigeon That Took Rome)
Léon Barsacq, Gabriel Béchir, Ted Haworth, Vincent Korda – Der längste Tag (The Longest Day)
Edward C. Carfagno, George W. Davis, Henry Grace, Richard Pefferle – Zeit der Anpassung (Period of Adjustment)
George James Hopkins, Joseph C. Wright – Die Tage des Weines und der Rosen (Days of Wine and Roses)

### Bestes Szenenbild (Farbfilm)
präsentiert von Gene Kelly
John Box, Dario Simoni, John Stoll – Lawrence von Arabien (Lawrence of Arabia)
Edward C. Carfagno, George W. Davis, Henry Grace, Richard Pefferle – Die Wunderwelt der Gebrüder Grimm (The Wonderful World of the Brothers Grimm)
Robert Clatworthy, Alexander Golitzen, George Milo – Ein Hauch von Nerz (That Touch of Mink)
George W. Davis, Henry Grace, Hugh Hunt, J. McMillan Johnson – Meuterei auf der Bounty (Mutiny on the Bounty)
Paul Groesse, George James Hopkins – Music Man (The Music Man)

### Bestes Kostüm-Design (Schwarzweißfilm)
präsentiert von Audrey Hepburn und Eva Marie Saint
Norma Koch – Was geschah wirklich mit Baby Jane? (What Ever Happened to Baby Jane?)
Theoni V. Aldredge – Phaedra
Donfeld – Die Tage des Weines und der Rosen (Days of Wine and Roses)
Edith Head – Der Mann, der Liberty Valance erschoß (The Man Who Shot Liberty Valance)
Ruth Morley – Licht im Dunkel (The Miracle Worker)

### Bestes Kostüm-Design (Farbfilm)
präsentiert von Audrey Hepburn und Eva Marie Saint
Mary Wills – Die Wunderwelt der Gebrüder Grimm (The Wonderful World of the Brothers Grimm)
Edith Head – Meine Geisha (My Geisha)
Dorothy Jeakins – Music Man (The Music Man)
Orry-Kelly – Gypsy – Königin der Nacht (Gypsy)
Bill Thomas – Champagner in Paris (Bon Voyage!)

### Beste Original-Musik
präsentiert von Ginger Rogers
Maurice Jarre – Lawrence von Arabien (Lawrence of Arabia)
Elmer Bernstein – Wer die Nachtigall stört (To Kill a Mockingbird)
Jerry Goldsmith – Freud
Bronisław Kaper – Meuterei auf der Bounty (Mutiny on the Bounty)
Franz Waxman – Taras Bulba

### Beste adaptierte Musik
präsentiert von Ginger Rogers
Ray Heindorf – Music Man (The Music Man)
Leigh Harline – Die Wunderwelt der Gebrüder Grimm (The Wonderful World of the Brothers Grimm)
Michel Magne – Gigot, der Stumme vom Montmartre (Gigot)
Frank Perkins – Gypsy – Königin der Nacht (Gypsy)
George E. Stoll – Spiel mit mir (Billy Rose’s Jumbo)

### Bester Song
präsentiert von Ginger Rogers
„Days of Wine and Roses“ aus Die Tage des Weines und der Rosen (Days of Wine and Roses) – Henry Mancini, Johnny Mercer
„Love Song from Mutiny on the Bounty (Follow Me)“ aus Meuterei auf der Bounty (Mutiny on the Bounty) – Bronisław Kaper, Paul Francis Webster
„Song from Two for the Seesaw (Second Chance)“ aus Spiel zu zweit (Two for the Seesaw) – André Previn, Dory Previn
„Tender Is the Night“ aus Zärtlich ist die Nacht (Tender Is the Night) – Sammy Fain, Paul Francis Webster
„Walk on the Wild Side“ aus Auf glühendem Pflaster (Walk on the Wild Side) – Elmer Bernstein, Mack David

### Bester Schnitt
präsentiert von Karl Malden
Anne V. Coates – Lawrence von Arabien (Lawrence of Arabia)
Samuel E. Beetley – Der längste Tag (The Longest Day)
John McSweeney junior – Meuterei auf der Bounty (Mutiny on the Bounty)
Ferris Webster – Botschafter der Angst (The Manchurian Candidate)
William H. Ziegler – Music Man (The Music Man)

### Bester Ton
präsentiert von Shelley Winters
John Cox –  Lawrence von Arabien (Lawrence of Arabia)
Robert O. Cook – Champagner in Paris (Bon Voyage!)
George Groves –  Music Man (The Music Man)
Joseph D. Kelly – Was geschah wirklich mit Baby Jane? (What Ever Happened to Baby Jane?)
Waldon O. Watson – Ein Hauch von Nerz (That Touch of Mink)

### Beste Spezialeffekte
präsentiert von Shelley Winters
Robert MacDonald, Jacques Maumont – Der längste Tag (The Longest Day)
A. Arnold Gillespie, Milo B. Lory – Meuterei auf der Bounty (Mutiny on the Bounty)

### Bester Kurzfilm
präsentiert von Van Heflin
Alles Gute zum Hochzeitstag (Heureux Anniversaire) – Jean-Claude Carrière, Pierre Étaix
Big City Blues – Martina Huguenot van der Linden, Charles Huguenot van der Linden
The Cadillac – Robert Clouse
Pan – Herman van der Horst
Romeo und Julia in der Steinwüste (The Cliff Dwellers) – Hayward Anderson

### Bester Cartoon
präsentiert von Van Heflin
The Hole – Faith Hubley, John Hubley
Icarus Montgolfier Wright – Jules Engel
Now Hear This – Warner Bros.
Self Defense… for Cowards – William L. Snyder
A Symposium on Popular Songs – Walt Disney

### Bester Dokumentarfilm (Kurzfilm)
präsentiert von Miyoshi Umeki
Dylan Thomas – Jack Howells
The John Glenn Story – William L. Hendricks
The Road to the Wall – Robert Saudek

### Bester Dokumentarfilm
präsentiert von Miyoshi Umeki
Black Fox: The True Story of Adolf Hitler – Louis Clyde Stoumen
Alvorada – Aufbruch in Brasilien – Hugo Niebeling

### Bester fremdsprachiger Film
präsentiert von Wendell Corey
Sonntage mit Sybill (Les Dimanches de Ville d’Avray), Frankreich – Serge Bourguignon
Elektra (Ilektra), Griechenland – Michael Cacoyannis
Fünfzig Stufen zur Gerechtigkeit (O Pagador de Promessas), Brasilien – Anselmo Duarte
Die vier Tage von Neapel (Le Quattro giornate di Napoli), Italien – Nanni Loy
Das Wunder von Tlayucan (Tlayucan), Mexiko – Luis Alcoriza

## Ehrenpreise

### Jean Hersholt Humanitarian Award
- Steve Broidy

### Scientific and Engineering Award
- Ralph T. Chapman
- Albert S. Pratt, James L. Wassell, Hans Christoph Wohlrab
- North American Philips Co., Inc.
- Charles E. Sutter, William Bryson Smith, Louis C. Kennell

### Technical Achievement Award
- Electro-Voice, Inc.
- Louis G. MacKenzie